# ليتوميريتسه
ليتوميريتسه (بالتشيكية: Litoměřice)‏ هي بلدة في إقليم أوستي ناد لابم في جمهورية التشيك، وهي مركز مقاطعة ليتوميريتسه.
يبلغ عدد سكان هذه البلدة 24,100 حسب إحصاء في سنة 2015.

## توأمة
لليتوميريتسه اتفاقيات توأمة مع كل من:
- فولدا
- مايسن

## أعلام
- طوماش سفوبودا
- جيري موتل
- رومان ويل
- جيو ماتشيك
- كريستوف شونبورن

## اقرأ أيضاً
- مقاطعة ليتوميريتسه